# 田南道
田南道，中华民国初期设置的道。
1913年2月置田南道，治百色县（今广西百色市）。1914年6月由原田南道袭置，属广西省。1917年由向武、都康、上映三土州合置向都县。辖区约当今广西壮族自治区天峨、南丹、东兰、巴马、平果（西部）等县以西，百色、德保、天等（北部）等市县以北地区。1928年废。